# Bellamya leopoldvillensis
Bellamya leopoldvillensis е вид охлюв от семейство Viviparidae.

## Разпространение и местообитание
Видът е разпространен в Демократична република Конго.
Обитава сладководни басейни и реки.